# Кручёных, Алексей Елисеевич
Алексе́й Елисе́евич Кручёных (иногда подписывался псевдонимом «Александр Кручёных»; 9 (21) февраля 1886, посёлок Оливское, Херсонский уезд, Херсонская губерния (ныне не существует, территория Николаевского района Николаевской области Украины) — 17 июня 1968, Москва) — русский поэт-футурист, художник, издатель, коллекционер, теоретик стиха, критик, журналист. Ввёл в поэзию заумь, то есть абстрактный, беспредметный язык, очищенный от «житейской грязи», утверждая право поэта пользоваться «разрубленными словами, полусловами и их причудливыми хитрыми сочетаниями».

## Биография
Родился в крестьянской семье, отец — выходец из Сибири, мать — полька (Мальчевская). В 1906 году окончил Одесское художественное училище.
С 1907 года жил в Москве. Начинал как журналист, художник, автор пародийно-эпигонских стихов (сборник «Старинная любовь»).

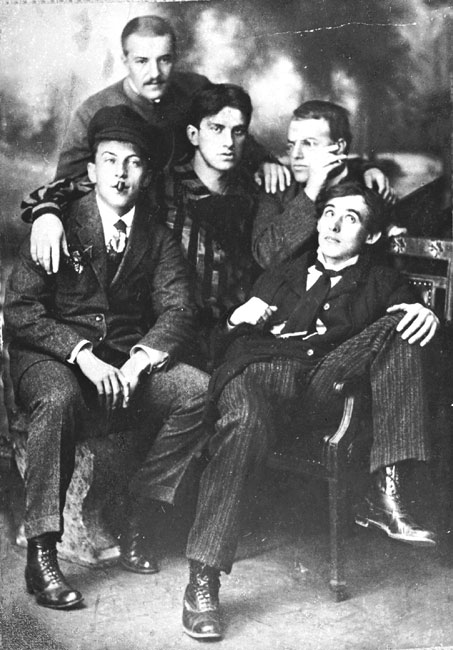
справа налево: А. Крученых, Д. Бурлюк, В. Маяковский, Н. Бурлюк, Б. Лившиц. ок. 1913

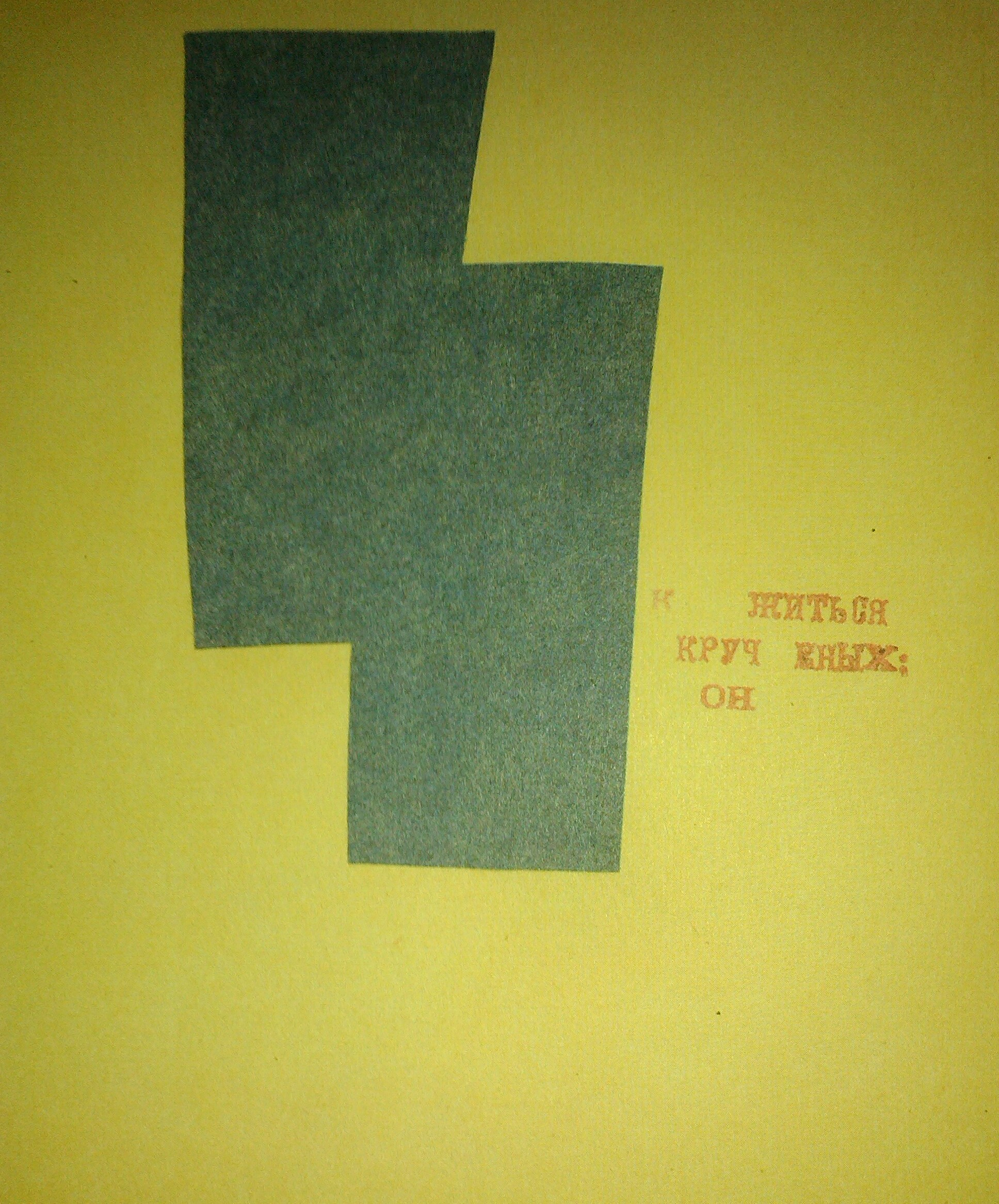
Коллаж Кручёных из «Заумной гниги»

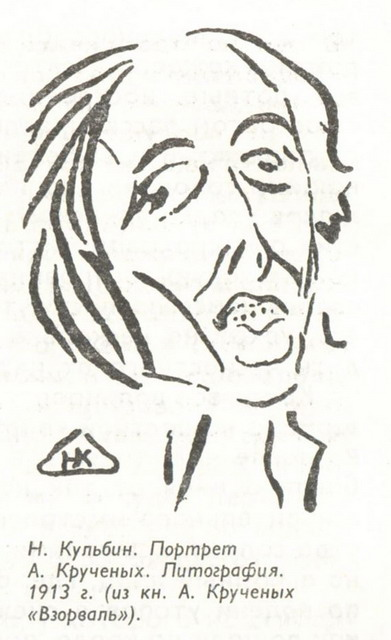

С 1912 года активно выступает как один из основных авторов и теоретиков русского футуризма, участвует в альманахах футуристов («Садок Судей», «Пощёчина общественному вкусу», «Трое», «Дохлая луна»), выпускает теоретические брошюры («Слово как таковое», «Тайные пороки академиков») и авторские сборники («Помада», «Поросята», «Взорваль», «Тэ ли лэ»), которые целиком (включая шрифт) рисовал сам. Выступал как соавтор Велимира Хлебникова (поэма «Игра в аду» и либретто футуристической оперы «Победа над солнцем», музыка Михаила Матюшина). В последней провозглашал победу техники и силы над стихией и романтикой природы, замену природного, несовершенного солнца новым рукотворным, электрическим светом. Главный теоретик и практик «заумной поэзии», автор хрестоматийно знаменитого заумного текста «на собственном языке» из сборника «Помада» (М., 1913):
дыр бул щыл

убешщур

скум

вы со бу

р л эз

Кручёных утверждал, что «в этом пятистишии больше русского национального, чем во всей поэзии Пушкина».
Во время Первой мировой войны и революции Кручёных живёт в Грузии, в Тифлисе основал группу футуристов «41°», в которую вошли также Игорь Терентьев, Илья Зданевич, Николай Чернавский; членом «41°» считал себя также формально туда не входивший Юрий Марр. Продолжает писать стихи и теоретические книги. В 1920 г.
жил в Баку.
В 1920-е годы возвращается в Москву и переносит туда деятельность группы. Примыкал к группе ЛЕФ с «левого фланга». Занимается антикварной и букинистической деятельностью, подготовил несколько сборников статей и стихов в свою честь; вокруг него (не без его участия) складывается мифологизированный ореол «великого заумника», «буки русской литературы». Автор ряда биографических брошюр о Есенине, воспринятых современниками (в том числе Маяковским) в основном отрицательно. Впрочем, Маяковский высоко ценил Кручёных как футуриста и называл его стихи «помощью грядущим поэтам».
С середины 1910-х годов Кручёных выступает и как теоретик стиха, разрабатывая оригинальную стиховедческую концепцию «сдвигологии», основанную на понятии «сдвига». К теоретическим трудам Кручёных относят «Слово как таковое», «Новые пути слова (язык будущего смерть символизму)» (обе 1913), «Сдвигология русского стиха» (1922), «Фактура слова», «Апокалипсис в русской литературе» (обе 1923).
Футуристические произведения Кручёных, которые сам он называл «продукциями», появлялись сначала небольшими брошюрами в разных издательствах, позднее (приблизительно с 1923) в собственном издании автора, размноженные подчас машинописным или рукописным способом. Последняя такая публикация — сборник «Ирониада» (1930) — 150 экземпляров, размноженных гектографическим способом. Всего Кручёных опубликовал 236 своих «продукций», из которых, однако, найдена лишь часть.
В 1925 году, открывая сборник статей «Жив Кручёных!», Борис Пастернак писал:

«Что ценного в Кручёных? По своей неуступчивости он отстаёт от Хлебникова или Рембо, заходивших гораздо дальше. Но и он на зависть фанатик и, отдуваясь своими боками, расплачивается звонкою строкой за матерьяльность мира.
Чем зудесник отличается от кудесника? Тем же, чем физиология сказки от сказки.

Там, где иной просто назовет лягушку, Кручёных, навсегда ошеломлённый пошатыванием и вздрагиванием сырой природы, пустится гальванизировать существительное, пока не добьётся иллюзии, что у слова отрастают лапы…»— Борис Пастернак.
С 1930-х годов, после гибели Маяковского и расстрела Игоря Терентьева, вынужденно отходит от литературы (лишь изредка выступая с критическими статьями и библиографическими публикациями). Хотя и состоял членом СП СССР, жил только продажей редких книг и рукописей, что тогда тоже далеко не приветствовалось. К нему, как соратнику Маяковского и Хлебникова, иногда заходили современные поэты, Алексей отвечал на их вопросы, а потом просил денег. Продавал книги с автографами Маяковского (некоторые утверждали, что поддельными).
В 1950-е годы Кручёных заметил и напутствовал поэтов «группы Черткова» Станислава Красовицкого и Валентина Хромова, поэтов лианозовской школы Игоря Холина и Генриха Сапгира, а также поэтов более молодого поколения Владимира Казакова, Геннадия Айги, Константина Кедрова.
Умер 17 июня 1968 года в Москве от воспаления лёгких. На похоронах присутствовало лишь десять человек. Среди них были Лиля Брик, Андрей Вознесенский, Геннадий Айги и Эдуард Лимонов. Урна с прахом А. Е. Кручёных находится в колумбарии Нового Донского кладбища в Москве (Кол. 20, секция 40, нижний ряд).

## Оценки современников
После смерти Кручёных Корней Чуковский, свидетель первых выступлений футуристов, записал в дневнике: «Странно. Он казался бессмертным… Он один оставался из всего Маяковского окружения».

Кручёных дальше всех кубофутуристов пошёл по пути абсурда, игры со звуками, дробления слова и словесной графики. Наряду с произведениями заумного языка для его творчества характерно стремление к грубой хаотичности, к отвратительному, к дисгармонии и антиэстетизму.
— Вольфганг Казак
Отношение к поэтическому творчеству Кручёных до сих пор остается крайне неоднозначным — от признания его великим новатором-экспериментатором до полного отрицания литературных способностей.

Кручёных действует за умом, не очень далеко от ума, но всё же не на его территории— Борис Слуцкий
В 2012 году издательством «Гилея» были опубликованы письма Алексея Кручёных Михаилу Матюшину — соратнику Кручёных по футуристическому движению, и Андрею Шемшурину — литературоведу и меценату, оказывавшему поддержку футуристам, в которых Кручёных описывает обстоятельства своей жизни, цитирует отрывки из собственных стихов и стихов его последователей.

## Коллекция Кручёных
Свыше 40 лет поэт-библиофил целенаправленно собирал литературное и художественное наследие своей эпохи. Началом послужило собирание рукописей Хлебникова, затем — запись афоризмов и диалогов Маяковского, стихотворных экспромтов других поэтов. Результатом этой работы стали сборники «Неизданный Хлебников» (1928—1930), «Живой Маяковский» (1930), «Турнир поэтов» (1928), «Весёлые шушуки» (1928). В дальнейшем собрание Кручёных пополнялось материалами его друзей-литераторов, художников и представителей широкого круга деятелей культуры: рукописями, письмами, рисунками, фотографиями, книгами. Некоторые писатели представлены в собрании Кручёных не только отдельными документами, а целыми архивными комплексами: Хлебников (более 600 листов), Пастернак (более 1000 листов), Цветаева (ок. 800 листов).
Кручёных не только собирал, но и, по выражению С. Гехта, «синтетически» обрабатывал свою архивную коллекцию: документы систематизировались им по темам и вклеивались в определённом порядке в альбомы. Таких альбомов, персональных и тематических, насчитывается более 100. Среди них альбомы: «Асеев», «Эти двое (И. Ильф и Евг. Петров)», «Зощенко», «И. Сельвинский», «И. Уткин», «Рина Зелёная», «Кукрыниксы», «Б. Пастернак», «О. Мандельштам», «Инбериана», «Всеволод Иванов», «С. Михалков», «Игорь Ильинский», «В. Шкловский», «Литбригада», «Футобаза», «Констры». Альбомы Кручёных многократно просматривались и «дорабатывались» писателями: они комментировали вклеенные в них рукописи, фотографии, записывали новые стихотворные экспромты и т. д..
В составе собрания, которое с 1930-х Кручёных начал передавать на государственное хранение — сначала в Литературный музей, затем в ЦГАЛИ (ныне РГАЛИ) , — уникальная коллекция из 1085 книг и автографов на них (инскриптов). Кручёных приобретал книги не только для собирательства, но и на продажу — начиная с середины 1930-х годов, это был основной источник его существования. Книжная коллекция Кручёных «имела целью не полноту (в отличие от коллекции Тарасенкова), а скорее качественную представительность: коллекционер собирал наиболее значительные, с его точки зрения, образцы современной литературы. Естественно, поскольку и сам он был человеком литературы (хотя и „выброшенным“ из неё, как не без оснований принято о нём говорить), прежде всего это были книги близких к нему литераторов», таких, как И. Терентьев, В. Маяковский, Д. Бурлюк, О. Брик, В. Каменский, Н. Асеев, Б. Пастернак, В. Шкловский. С течением времени круг авторов коллекции расширился: К. Чуковский, Ю. Олеша, М. Зощенко, Вс. Иванов, П. Антокольский, М. Светлов, И. Ильф и Е. Петров, Л. Кассиль, И. Андроников, Кукрыниксы и включил в себя даже представителей официозной литературы — от С. Михалкова и М. Исаковского до Д. Бедного и С. Бабаевского. «Основная особенность этой коллекции в том, что книги в ней очень часто надписывались задним числом, причем нередко в таких случаях это были не подарки, а надписи на уже купленной коллекционером книге». Несколько сборников шаржей и эпиграмм в коллекции Кручёных содержат целые подборки комментариев шаржируемых на соответствующих страницах. «Таким образом, печатное издание превращалось в подобие рукописного альбома» . Книжная коллекция Кручёных включает в себя и фрагменты других библиотек: Пастернака, Шкловского, Олеши, Сейфуллиной, Бальмонт-Бруни, Жилкиных.

## Издания

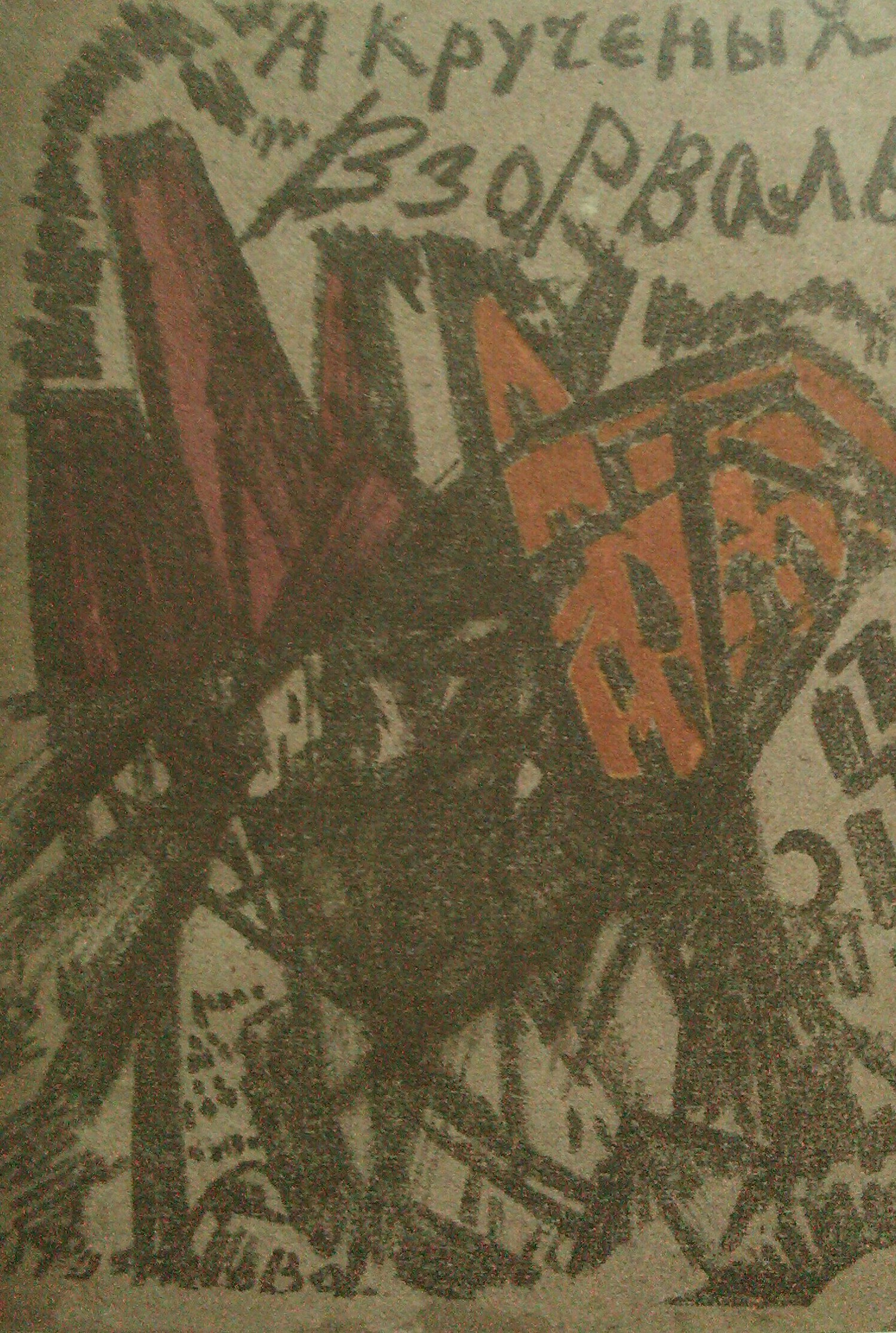
Обложка сборника стихов Кручёных «Взорваль», раскрашенная акварелью вручную неизвестно кем (хотя известно, что и сам Кручёных раскрашивал свои книги (оставшиеся у него под конец жизни) и Розанова, ещё в 1913)

- Стихи в Антологии русской поэзииОбложка сборника стихов Кручёных «Взорваль», раскрашенная акварелью вручную неизвестно кем (хотя известно, что и сам Кручёных раскрашивал свои книги (оставшиеся у него под конец жизни) и Розанова, ещё в 1913)
- 500 новых острот и каламбуров Пушкина. — М., 1924. — 71 с.
- Записная книжка Велимира Хлебникова. — М., 1925
- Гибель Есенина. — М., 1926.
- 15 лет русского футуризма 1912—1927 гг. — Москва, 1928. — 67 с.: ил.
- Избранное / Selected Works / Ed. and with an introd. by Vladimir Markov. Munchen: Wilgelm Fink, 1973.
- Письма А. Е. Кручёных к И. М. Зданевичу / Предисл., публ. и примеч. М. Марцадури // L`avanguardia a Tiflis // Русский литературный авангард: Материалы и исследования / Под ред. М. Марцадури, Д. Рицци и М. Евзлина. — Тренто: Департамент Истории Европейской Цивилизации Университет Тренто, 1990.
- Арабески из Гоголя / Предисл., подг. текста и шрифтовая аранжировка С. Сигея. — Ейск: Отдел живописи и графики Ейского историко-краеведческого музея, 1992.
- Кукиш прошлякам. — М.—Таллин: Гилея, 1992. (Репринтное издание. Вступительная статья Г. Н. Айги)
- Кручёныхиада / Предисл. С. Сигея. — М.: Гилея, 1993.
- Наш выход: К истории русского футуризма / сост. и вступ. ст. Р. В. Дуганова. — М.: ЛХА `RA`, 1996. — 247 с. (Архив русского авангарда) ISBN 5-85164-032-4
- Зудесник. — М.: Журавль, 1997.
- Лакированное трико. (Репринт). — СПб.: Хармсиздат, 1998.
- Память теперь многое разворачивает: Из литературного наследия Кручёных / Сост., послесл., публ. текстов и комм. Н. Гурьяновой. — Berkeley: Berkeley Slavic Specialties, 1999.
- Слово о подвигах Гоголя. Арабески из Гоголя / Подг. текста, илл. и послесл. С. Сигея. — Madrid: Ediciones del Hebreo Errante, 2001
- Стихотворения. Поэмы. Романы. Опера / Сост., подг. текста, вст. ст. и примеч. С. Р. Красицкого. — СПб.: Академический проект, 2001. — 480 с. — (Новая библиотека поэта)
- К истории русского футуризма: Воспоминания и документы. с приложением деклараций и статей А. Кручёных, а также статей И. Терентьева и С. Третьякова / Вступ. ст., подг. текста и комм. Н. Гурьяновой. — М.: Гилея, 2006. — 464 с., 1 500 экз. — ISBN 5-87987-039-1
- «Мир затрещит, а голова моя уже изрядно…»: Письма А. А. Шемшурину и М. В. Матюшину. 1913—1921 / Предисл., подг. текста, примеч. и коммент. А. Крусанова. — М.: Гилея, 2012. — 208 с. ISBN 978-5-87987-069-5
- Поэмы. Фонетический роман. 1920–1940 / Сост., подг. текста, коммент. и примеч. С. Кудрявцева. М.: Гилея, 2025 ("Неизданный Кручёных")
- Лирические циклы. 1932–1949 / Сост., подг. текста, коммент. и примеч. С. Кудрявцева. М.: Гилея, 2025 ("Неизданный Кручёных")
- Стихотворения. 1921–1952 / Сост., подг. текста, коммент. и примеч. С. Кудрявцева. М.: Гилея, 2025 ("Неизданный Кручёных")

## О нём
- Жив Кручёных!: Сборник статей. — М., 1925. — 44 с.
- Терентьев И. А. Кручёных грандиозарь. Тифлис, 1919 (репринтное переиздание: Madrid: Ediciones del Hebreo Errante, 2011)
- Циглер Р. Поэтика А. Е. Кручёных поры «41°». Уровень звука // L`avanguardia a Tiflis / Studi, ricerche, cronache, testimonianze, documenti a cura di L. Magarotto, M. Marzaduri, G. Pagani Cesa. Venezia, 1982
- Алексей Елисеевич Кручёных (1886—1968) // Русские советские писатели, поэты: Биобиблиографический указатель. Т. II. М.: Книжная палата, 1988
- Харджиев Н. Живой Кручёных (вместо предисловия) // Русский литературный авангард: Материалы и исследования / Под ред. М. Марцадури, Д. Рицци и М. Евзлина. Тренто: Департамент Истории Европейской Цивилизации Университет Тренто, 1990
- Сетницкая О. Встречи с Алексеем Кручёных (из дневниковых записей) // Там же
- Сухопаров С. М. Алексей Кручёных. Судьба будетлянина / Редакция и предисловие Вольфганга Казака. — München: Verlag Otto Sagner in Komission, 1992. — 166 с. — (Arbeiten und Texte zur Slavistik. 54. Herausgegeben von Wolfgang Kasack).
- Алексей Кручёных в свидетельствах современников / Составление, вступительная статья, подготовка текста и комментарии С. Сухопарова. — München: Otto Sagner, 1994.
- Горячева Т. В. История «Декларации слова как такового» по материалам переписки А. Кручёных // Терентьевский сборник. — М., 1997.
- Бобринская Е. А. Слово и изображение у Е. Гуро и А. Кручёных // Поэзия и живопись: Сборник трудов памяти Н. И. Харджиева  / Составление и общая редакция М. Б. Мейлаха и Д. В. Сарабьянова. — М.: Языки русской культуры, 2000. — С. 309—322. — ISBN 5-7859-0074-2.
- Импости Габриэлла. Роль звукоподражания в поэтике итальянского и русского футуризма: Маринетти, Кручёных и Хлебников // Поэзия и живопись: Сборник трудов памяти Н. И. Харджиева  / Составление и общая редакция М. Б. Мейлаха и Д. В. Сарабьянова. — М.: Языки русской культуры, 2000. — С. 469—479. — ISBN 5-7859-0074-2.
- Бирюков С. Поэзия русского авангарда. М.: Издательство Руслана Элинина, 2001
- Книги А. Е. Кручёных кавказского периода из коллекции Государственного музея В. В. Маяковского: Каталог. М.: ГММ, 2001
- Бирюков С. Року укор. М., 2003
- Харджиев Н. И. От Маяковского до Кручёных: Избранные работы о русском футуризме. С приложением «Кручёныхиады» и др. материалов / Сост. С. Кудрявцева. М.: Гилея, 2006
- Russian Literature. LXV-I/II/III. Special issue. A.E. Krucenych. 1 january — 1 april 2009 (специальный выпуск журнала, посвященный А. Е. Кручёных, со статьями и публикациями Н. Гурьяновой, С. Сигея, В. Вестстейна, А. Крусанова, Е. Бобринской, И. Кукуя и др.)
- Бренер А., Кудрявцев С. Гнига зауми и за-зауми. М.: Гилея, 2017. С. 56-68.
- Бобринская Е. А. Кручёных Алексей Елисеевич // Энциклопедия русского авангарда: Изобразительное искусство. Архитектура  / Авторы-составители В. И. Ракитин, А. Д. Сарабьянов; Научный редактор А. Д. Сарабьянов. — М.: RA, Global Expert & Service Team, 2013. — Т. I: Биографии. А—К. — С. 453—455. — ISBN 978-5-902801-10-8.
- Дядичев В. Н. Алексей Кручёных: история с библиографией // Библиография. — 2012. — № 6. — С. 124—134.
- Собрание А. Е. Кручёных (каталог) // Советский художественный авангард. Инскрипты книжного собрания РГАЛИ. Выпуск 1 / РГАЛИ; сост. Л. Я. Дворникова. — М.: Центр книги Рудомино, 2012. — С. 48—147. — 184 с.
- Зубков Н. Н. Инскрипты в собраниях деятелей советского художественного авангарда как историческое свидетельство // Советский художественный авангард. Инскрипты книжного собрания РГАЛИ. Выпуск 1 / РГАЛИ; сост. Л. Я. Дворникова. — М.: Центр книги Рудомино, 2012. — С. 14—27. — 184 с.
- Королёва Н. Г. Сто альбомов (Коллекция А. Е. Кручёных) // Встречи с прошлым. Сборник материалов Центрального государственного архива литературы и искусства СССР. Выпуск 3. — М.: Советская Россия, 1978. — С. 294—305. — 478 с.
- Пушкин А. К. «Мирсконца» (Из архива А. Е. Кручёных: стихи, воспоминания, письма Б. Л. Пастернака) // Встречи с прошлым. Сборник материалов Центрального государственного архива литературы и искусства СССР. Выпуск 7. — М.: Советская Россия, 1990. — С. 497—524. — 592 с.

## Память
- 8 августа 2019 года в Одессе — на доме по Малой Арнаутской улице, 55 — установлена мемориальная доска в честь поэта-футуриста. В этом доме Алексей Кручёных снимал комнату в 1905 году, когда учился в Одесском художественном училище. Этот адрес стал известен после того, как одесский краевед Александр Розенбойм разыскал полицейские протоколы задержания Кручёных за хранение революционной литературы[33].
- По мотивом его произведений написана песня группы «Инструкция по Выживанию» — «Посвящение А. Крученых[34]»

### Документальные фильмы
- Алексей Кручёных. Отец зауми (2007)

### Киновоплощения
| Год  | Страна | Название              | Режиссёр                                | Алексей Кручёных |
| ---- | ------ | --------------------- | --------------------------------------- | ---------------- |
| 2005 | Россия | «Есенин»              | Игорь Зайцев                            | Максим Лагашкин  |
| 2013 | Россия | «Маяковский. Два дня» | Дмитрий Томашпольский, Елена Демьяненко | Олег Фёдоров     |

### Песни на стихи Кручёных
С цитаты из стихотворения «Никто не хочет бить собак» начинается песня тюменской панк-рок группы «Инструкция по Выживанию» «Памяти Кручёных», также известная как «Посвящение Кручёных». 
Песни на стихи Алексея Кручёных звучат в альбоме «Каша Дружба Гидротехник» (1997) тольяттинской группы «Дя».
Композиция «Зима» из одноимённого альбома 2012 г. группы «Он Юн».
В композиции «Слоники» группы Cabernet Deneuve использовано стихотворение «Забыл повеситься…»